# 东北小叶茶藨子
东北小叶茶藨子（学名：Ribes pulchellum var. manshuriense）为虎耳草科茶藨子属下的一个变种。

## 扩展阅读
- 維基物種上的相關：东北小叶茶藨子